# 比豪尔东奇哈佐
比豪尔东奇哈佐，是匈牙利豪伊杜-比豪尔州所辖的一个村。总面积8.31平方公里，总人口198，人口密度23.8人/平方公里（2011年1月1日）。